# مدیر نمایش گنوم
مدیر نمایش گنوم (به انگلیسی: GNOME Display Manager) یا به اختصار GDM یک مدیر نمایش (یک برنامه ورود به سیستم گرافیکی) برای میزکار گنوم، سیستم پنجره‌ای اکس و وی‌لند است. سیستم پنجره‌ای اکس به صورت پیشفرض از مدیر نمایش اکس‌دی‌ام استفاده می‌کند، با این حال، اگر اکس‌دی‌ام دچار مشکلی شود، برای حل آن می‌بایست یک فایل پیکربندی متنی را ویرایش کرد، اما GDM به کابران اجازه می‌دهد تا عمل اشکال‌زدایی و سفارشی‌سازی را بدون نیاز به سروکله‌زدن با فایل‌های متنی و دستورهای خط فرمانی انجام دهند. کاربران می‌توانند هر بار که به سیستم وارد می‌شوند نشست مورد نظر خود را هم انتخاب کنند. GDM نسخه ۲٬۳۸٬۰ آخرین نسخه از برنامه است که این امکان را فراهم می‌کند تا بتوان آن را به کمک تم‌ها شخصی‌سازی کرد. نسخه‌های بعدی برنامه از قابلیت تم و زمینه پشیتبانی نمی‌کنند.